# Janfida
Janfida (in armeno Ջանֆիդա?) è un comune dell'Armenia di 3 331 abitanti (2009) della provincia di Armavir.